# دافيد بن سوسان
دافيد بن سوسان أو ديفيد بنسوسان (بالفرنسية: David Bensoussan) من مواليد 1947 بالمغرب , يهودي كندي من أصل مغربي. مؤلف و أستاذ يعمل في قسم الهندسة الكهربائية في كلية الهندسة بجامعة كيبك منذ عام 1980. و معروف عن بنسوسان تاريخه كونه من الجالية اليهودية في المغرب ولأدواره القيادية في الجالية اليهودية السفارديمية. وقد شغل منصب رئيس اللجنة الفرعية (United Sefardic Community of Quebec Community)

## سيرة شخصية
ولد بينسوسان في موغادور، وعاش هناك حتى انتقلت العائلة إلى مدينة أكبر عندما كان عمره 8 سنوات. غادرت عائلته المغرب للانتقال إلى إسرائيل في عام 1965 عندما كان مراهقا. حصل بنسوسان على شهادته الأولى في إسرائيل، وانتقل من إسرائيل إلى كندا في عام 1976. و حاصل على درجة الدكتوراه في الهندسة الكهربائية من جامعة ماكجيل.
بالإضافة إلى عمله كأستاذ وعمل من حين لآخر في قطاع التكنولوجيا، فإن بنسوسان مؤلف لدراسة كتابية ذات 3 مجلدات تم نشرها ذاتيًا، وهي جائزة "La Bible Prize au Berceau" ، التي أعدها الباحث الإنجيلي أندري شوروكي "André Chouraqui" ، والتي يزعم فيها دمج التحليل التاريخي والأثري والأخلاقي للنص.